# پولسیایی غربی
زبان پولسیایی غربی (захыднёполіськая мова) یک زبان اسلاوی شرقی است که در جنوب غرب بلاروس، شمال غرب اوکراین و مناطق مجاور در لهستان رایج است. در مورد اینکه پولسیایی غربی گویش بلاروسی یا اوکراینی یا یک ریززبان جداگانه است، در میان پژوهشگران اختلاف نظر وجود دارد.
واژگان پولسیایی غربی ۵۰ درصد منحصر به فرد، ۴۰ درصد اوکراینی، ۵ درصد بلاروسی و ۵ درصد لهستانی برآورد شده‌است.

## الفبا
نیکولای شلیاگوویچ در سال ۱۹۹۰ الفبای ویژهٔ پولسیایی غربی را معرفی کرد.
| А а | Б б | В в | Г г | Ґ ґ | Д д | Е е | Ж ж | З з   | И и |
| І і | Ы ы | Ј ј | К к | Л л | М м | Н н | О о | П п   | Р р |
| С с | Т т | У у | Ф ф | Х х | Ц ц | Ч ч | Ш ш | Шч шч |     |